# Nordisch by Nature
Nordisch by Nature ist ein Lied der deutschen Hip-Hop-Gruppe Fettes Brot, das im April 1995 erschien.

## Entstehung und Veröffentlichung
Das Lied wurde von den beiden Fettes-Brot-Mitgliedern Boris Lauterbach und Björn Warns sowie den Koautoren Mirco Bogojevic, Jan Eißfeldt (Jan Delay), Rene Garzombke, Sebastian Hackert, Mario von Hacht, Gunnar Kornagel, Stefan Kozalla, Marc Riedel, Tobias Schmidt, Martin Schrader und Daniel Sommer geschrieben. Es beinhaltet zwei Samples von Mythos’ Encyclopedia Terra (1971) und Bee Gees’ Night Fever (1977). Während für Encyclopedia Terra keine Urheberrechte abgetreten werden musste, sind die Autoren von Night Fever, die Bee-Gees-Mitglieder Barry, Maurice und Robin Gibb, als Urheber von Nordisch by Nature aufgeführt. Für die Produktion zeichnete André Luth verantwortlich.
Die Erstveröffentlichung von Nordisch by Nature erfolgte am 20. April 1995 bei Alternation, als Teil von Fettes Brots Debütalbum Auf einem Auge blöd (Katalognummer: INT 845.222). Im Juni desselben Jahres erschien das Lied als dritte Singleauskopplung aus dem Album. Aus dieser wurde der originale Albumtitel in zwei Versionen aufgeteilt, darüber hinaus beinhaltet die Single als B-Seiten die Lieder Frikadelle am Ohr (Wochenend Blues), Raptus Melancholicus und Johannes (Katalognummer: INT 825.462). Die Idee, dieses Stück auch als Single herauszubringen, stammte von der Plattenfirma. Eine Liveversion von Nordisch by Nature, die in Husum aufgenommen wurde, erschien im Mai 2000 auf der Kompilation Fettes Brot für die Welt (Katalognummer: 7243 8 22660 2 0); eine weitere, die in der Color Line Arena in Hamburg aufgenommen wurde, im Februar 2010 auf dem Livealbum Brot (Katalognummer: Fettes Brot 944322).

## Inhalt und Stil
| Liedteil    | Künstler                     |
| 1. Strophe  | Schiffmeister/Björn Warns    |
| 2. Strophe  | Gaze Matratze                |
| 3. Strophe  | Tobi & Das Bo                |
| 4. Strophe  | Renz/Martin Vandreier        |
| 5. Strophe  | König Boris/Boris Lauterbach |
| 6. Strophe  | Eißfeldt/Jan Delay           |
| 7. Strophe  | Fischmob                     |
| 8. Strophe  | MK Cram                      |
| 9. Strophe  | Super Mario                  |
| 10. Strophe | Tabula Rasa                  |

Nordisch by Nature ist ein sogenannter Posse Cut, bei dem außer von den Mitgliedern von Fettes Brot einzelne Strophen von befreundeten Hip-Hop-Acts gerappt werden: Der Tobi & das Bo und Gaze Matratze sowie in der langen (Maxi- und LP-)Version zusätzlich Eißfeldt (alias Jan Delay), MK Cram (der einst mit Doktor Renz und Tobi Teil der Poets of Peeze gewesen war), Fettes-Brot-Produzent Mario von Hacht (alias Super Mario), Tabula Rasa und Fischmob. Dementsprechend sind als Texter des Stückes 13 Autoren angegeben.
Der Text des Stückes zählt Vorzüge Norddeutschlands auf. Insbesondere die Stadt Hamburg und deren Vergnügungsviertel St. Pauli werden namentlich genannt. Zweimal wird der Freibeuter Klaus Störtebeker genannt. Zudem werden norddeutsche Besonderheiten erwähnt, darunter der Hamburger Gruß.
Eine Besonderheit ist, dass zwei Strophen auf Plattdeutsch gerappt werden (je eine von Warns und Vandreier) sowie (in der langen Version) jeweils eine Strophe auf Dänisch (von Tabula Rasa) und eine auf Niederländisch (von MK Cram).
In der zweiten Strophe des Stücks wird der Refrain aus dem Bee-Gees-Hit Night Fever verballhornt („Nachtfieber, Nachtfieber/Hier bei uns im Norden“).
Zu Beginn der LP-Version ist ein vom Hamburger Original Henry Vahl gesprochener Text gesampelt. Im Hintergrund sind Möwengekreisch und Nebelhorn aus dem Foyer-des-Arts-Song Wissenswertes über Erlangen zu hören.

## Musikvideo
Das dazugehörige Musikvideo entstand unter der Regie von Nick Schofield und Marcus Sternberg.

## Chartplatzierungen
| ChartsChartplatzierungen | Höchstplatzierung | Wochen |
| ------------------------ | ----------------- | ------ |
| Deutschland (GfK)        | 17 (22 Wo.)       | 22     |

| ChartsJahrescharts (1995) | Platzierung |
| ------------------------- | ----------- |
| Deutschland (GfK)         | 97          |